# 2022年王者荣耀甲级职业联赛夏季赛
2022年王者荣耀甲级职业联赛夏季赛是王者荣耀甲级职业联赛（KGL）创立以来的第5季次级职业联赛。本季赛事由罗湖区人民政府、腾讯电竞主办在深圳市罗湖区深圳国家动漫画产业基地举行，共有12支队伍参赛，冠军可获100万元人民币奖金。
在总决赛中，Esports of Macao China在落后三局的情况下连追四局逆转Ghost Owl Gaming夺得夏季赛冠军。但本季冠、亚军之后未能通过KPL2023年春季赛资质审查，季军MightyTiger Gaming顺延获得KPL春季赛资格赛的参赛资格。